# باتيل
وهي إحدى النواحي التابعة ل محافظة دهوك في إقليم كردستان العراق مساحة الناحية (811) كم2 وتتبعها (71) قرية دمرت جميعها عام (1976) ورحل سكانها الكورد من المنطقة على ثلاثة مراحل (1975، 1977، 1979) وتم تعريبها وبعد انتفاضة 1991 غادر العرب المنطقة إلى أماكنهم السابقة وعاد سكانها الكورد الاصليون